# 6e étape du Tour d'Italie 2015
Pour un article plus général, voir Tour d'Italie 2015.
La 6e étape du Tour d'Italie 2015 s'est déroulée le jeudi 14 mai 2015. Elle part de Montecatini Terme et arrive à Castiglione della Pescaia après 183 km.

## Parcours
Cette sixième étape se déroule sous la forme d'une étape en ligne entre Montecatini Terme et Castiglione della Pescaia. Elle est classée étape de plaine par les organisateurs, le parcours comprend une côte classée en quatrième catégorie, Pomarance (km 90,3).

## Déroulement de la course
Cinq coureurs s'échappent durant cette étape : Marco Bandiera (Androni Giocattoli-Sidermec), Eduard-Michael Grosu (Nippo-Vini Fantini), Alessandro Malaguti (Nippo-Vini Fantini), Alan Marangoni (Cannondale-Garmin) et Marek Rutkiewicz (CCC Sprandi Polkowice). Marco Bandiera, Alessandro Malaguti et Alan Marangoni sont repris après 149 km d’échappées tandis que Eduard-Michael Grosu et Marek Rutkiewicz eux sont repris après 168 km d’échappées. Comme prévu l'étape se termine au sprint et c'est l'allemand André Greipel (Lotto-Soudal) qui se montre le plus rapide.
À 200 mètres de l'arrivée une chute se produit dans le peloton notamment avec le leader du classement général, l'espagnol Alberto Contador (Tinkoff-Saxo) grand favoris de ce Tour d'Italie, qui dit "attendre le lendemain pour voir s'il peut continuer ou pas".
Grâce à sa victoire d'étape, André Greipel occupe la première place du classement du maillot rouge (meilleur sprinteur). Grâce à ses 3e et 7e place lors des deux sprints intermédiaires et sa 7e place sur la ligne, Elia Viviani perd son maillot rouge mais ne cède que 2 points à Greipel.

## Résultats

### Classement de l'étape
| Classement de l'étape | Classement de l'étape | Classement de l'étape | Classement de l'étape       | Classement de l'étape |
|                       | Coureur               | Pays                  | Équipe                      | Temps                 |
| --------------------- | --------------------- | --------------------- | --------------------------- | --------------------- |
| 1er                   | André Greipel         | Allemagne             | Lotto-Soudal                | en 4 h 19 min 42 s    |
| 2e                    | Matteo Pelucchi       | Italie                | IAM                         | m.t                   |
| 3e                    | Sacha Modolo          | Italie                | Lampre-Merida               | m.t                   |
| 4e                    | Manuel Belletti       | Italie                | Southeast                   | m.t                   |
| 5e                    | Giacomo Nizzolo       | Italie                | Trek Factory Racing         | m.t                   |
| 6e                    | Alessandro Petacchi   | Italie                | Southeast                   | m.t                   |
| 7e                    | Elia Viviani          | Italie                | Sky                         | m.t                   |
| 8e                    | Luka Mezgec           | Slovénie              | Giant-Alpecin               | m.t                   |
| 9e                    | Nicola Ruffoni        | Italie                | Bardiani CSF                | m.t                   |
| 10e                   | Davide Appollonio     | Italie                | Androni Giocattoli-Sidermec | m.t                   |
| modifier              |                       |                       |                             |                       |

### Points attribués
|   | Cycliste             | Nat      | Équipe                | Pts | Bonif |
| - | -------------------- | -------- | --------------------- | --- | ----- |
| 1 | Eduard-Michael Grosu | Roumanie | Nippo-Vini Fantini    | 20  | 3 s   |
| 2 | Marek Rutkiewicz     | Pologne  | CCC Sprandi Polkowice | 12  | 2 s   |
| 3 | Elia Viviani         | Italie   | Sky                   | 8   | 1 s   |
| 4 | Giacomo Nizzolo      | Italie   | Trek Factory Racing   | 6   |       |
| 5 | Daniele Colli        | Italie   | Nippo-Vini Fantini    | 4   |       |
| 6 | Boy van Poppel       | Pays-Bas | Trek Factory Racing   | 3   |       |
| 7 | Bernhard Eisel       | Autriche | Sky                   | 2   |       |
| 8 | Marco Coledan        | Italie   | Trek Factory Racing   | 1   |       |

|   | Cycliste            | Nat      | Équipe                      | Pts | Bonif |
| - | ------------------- | -------- | --------------------------- | --- | ----- |
| 1 | Marco Bandiera      | Italie   | Androni Giocattoli-Sidermec | 20  | 3 s   |
| 2 | Marek Rutkiewicz    | Pologne  | CCC Sprandi Polkowice       | 12  | 2 s   |
| 3 | Alessandro Malaguti | Italie   | Nippo-Vini Fantini          | 8   | 1 s   |
| 4 | Alan Marangoni      | Italie   | Cannondale-Garmin           | 6   |       |
| 5 | E.M Grosu           | Roumanie | Nippo-Vini Fantini          | 4   |       |
| 6 | Giacomo Nizzolo     | Italie   | Trek Factory Racing         | 3   |       |
| 7 | Elia Viviani        | Italie   | Sky                         | 2   |       |
| 8 | Bernhard Eisel      | Autriche | Sky                         | 1   |       |

| - Sprint final de Castiglione della Pescaia (km 183) \| \| Cycliste \| Nat \| Équipe \| Points \| Bonif \| \| -- \| ------------------- \| --------- \| --------------------------- \| ------ \| ----- \| \| 1 \| André Greipel \| Allemagne \| Lotto-Soudal \| 50 \| 10 s \| \| 2 \| Matteo Pelucchi \| Italie \| IAM \| 35 \| 6 s \| \| 3 \| Sacha Modolo \| Italie \| Lampre-Merida \| 25 \| 4 s \| \| 4 \| Manuel Belletti \| Italie \| Southeast \| 18 \| \| \| 5 \| Giacomo Nizzolo \| Italie \| Trek Factory Racing \| 14 \| \| \| 6 \| Alessandro Petacchi \| Italie \| Southeast \| 12 \| \| \| 7 \| Elia Viviani \| Italie \| Sky \| 10 \| \| \| 8 \| Luka Mezgec \| Slovénie \| Giant-Alpecin \| 8 \| \| \| 9 \| Nicola Ruffoni \| Italie \| Bardiani CSF \| 7 \| \| \| 10 \| Davide Appollonio \| Italie \| Androni Giocattoli-Sidermec \| 6 \| \| \| 11 \| Moreno Hofland \| Pays-Bas \| Lotto NL-Jumbo \| 5 \| \| \| 12 \| Kévin Réza \| France \| FDJ \| 4 \| \| \| 13 \| Alexander Porsev \| Russie \| Katusha \| 3 \| \| \| 14 \| Juan José Lobato \| Espagne \| Movistar \| 2 \| \| \| 15 \| Grega Bole \| Slovénie \| CCC Sprandi Polkowice \| 1 \| \| |                     |           |                             |        |       |
| | Cycliste            | Nat       | Équipe                      | Points | Bonif |
| 1 | André Greipel       | Allemagne | Lotto-Soudal                | 50     | 10 s  |
| 2 | Matteo Pelucchi     | Italie    | IAM                         | 35     | 6 s   |
| 3 | Sacha Modolo        | Italie    | Lampre-Merida               | 25     | 4 s   |
| 4 | Manuel Belletti     | Italie    | Southeast                   | 18     |       |
| 5 | Giacomo Nizzolo     | Italie    | Trek Factory Racing         | 14     |       |
| 6 | Alessandro Petacchi | Italie    | Southeast                   | 12     |       |
| 7 | Elia Viviani        | Italie    | Sky                         | 10     |       |
| 8 | Luka Mezgec         | Slovénie  | Giant-Alpecin               | 8      |       |
| 9 | Nicola Ruffoni      | Italie    | Bardiani CSF                | 7      |       |
| 10 | Davide Appollonio   | Italie    | Androni Giocattoli-Sidermec | 6      |       |
| 11 | Moreno Hofland      | Pays-Bas  | Lotto NL-Jumbo              | 5      |       |
| 12 | Kévin Réza          | France    | FDJ                         | 4      |       |
| 13 | Alexander Porsev    | Russie    | Katusha                     | 3      |       |
| 14 | Juan José Lobato    | Espagne   | Movistar                    | 2      |       |
| 15 | Grega Bole          | Slovénie  | CCC Sprandi Polkowice       | 1      |       |

### Cols et côtes
| - Pomarance, 4e catégorie (km 90,3) \| \| Cycliste \| Pays \| Équipe \| Points \| \| - \| ------------------- \| ------ \| --------------------------- \| ------ \| \| 1 \| Alessandro Malaguti \| Italie \| Nippo-Vini Fantini \| 3 \| \| 2 \| Marco Bandiera \| Italie \| Androni Giocattoli-Sidermec \| 2 \| \| 3 \| Alan Marangoni \| Italie \| Cannondale-Garmin \| 1 \| |                     |        |                             |        |
| | Cycliste            | Pays   | Équipe                      | Points |
| 1 | Alessandro Malaguti | Italie | Nippo-Vini Fantini          | 3      |
| 2 | Marco Bandiera      | Italie | Androni Giocattoli-Sidermec | 2      |
| 3 | Alan Marangoni      | Italie | Cannondale-Garmin           | 1      |

### Classement au temps par équipes
| Classement par équipes au temps | Classement par équipes au temps | Classement par équipes au temps | Classement par équipes au temps |
|                                 | Équipe                          | Pays                            | Temps                           |
| ------------------------------- | ------------------------------- | ------------------------------- | ------------------------------- |
| 1re                             | Southeast                       | Italie                          | en 12 h 59 min 6 s              |
| 2e                              | Lotto-Soudal                    | Belgique                        | m.t                             |
| 3e                              | Sky                             | Royaume-Uni                     | m.t                             |
| modifier                        |                                 |                                 |                                 |

### Classement aux points par équipes
| Classement par équipes aux points | Classement par équipes aux points | Classement par équipes aux points | Classement par équipes aux points | Classement par équipes aux points |
|                                   | Équipes                           | Pays                              |                                   | Point(s)                          |
| --------------------------------- | --------------------------------- | --------------------------------- | --------------------------------- | --------------------------------- |
| 1re                               | Lotto-Soudal                      | Belgique                          |                                   | 50                                |
| 2e                                | IAM                               | Suisse                            |                                   | 35                                |
| 3e                                | Southeast                         | Italie                            |                                   | 30                                |
| modifier                          |                                   |                                   |                                   |                                   |

## Classements à l'issue de l'étape

### Classement général
| Classement final général | Classement final général | Classement final général | Classement final général | Classement final général |
|                          | Coureur                  | Pays                     | Équipe                   | Temps                    |
| ------------------------ | ------------------------ | ------------------------ | ------------------------ | ------------------------ |
| 1er                      | Alberto Contador         | Espagne                  | Tinkoff-Saxo             | en 20 h 25 min 36 s      |
| 2e                       | Fabio Aru                | Italie                   | Astana                   | + 2 s                    |
| 3e                       | Richie Porte             | Australie                | Sky                      | + 20 s                   |
| 4e                       | Roman Kreuziger          | Tchéquie                 | Tinkoff-Saxo             | + 22 s                   |
| 5e                       | Dario Cataldo            | Italie                   | Astana                   | + 23 s                   |
| 6e                       | Esteban Chaves           | Colombie                 | Orica-GreenEDGE          | + 37 s                   |
| 7e                       | Giovanni Visconti        | Italie                   | Movistar                 | + 56 s                   |
| 8e                       | Mikel Landa              | Espagne                  | Astana                   | + 1 min 1 s              |
| 9e                       | Davide Formolo           | Italie                   | Cannondale-Garmin        | + 1 min 15 s             |
| 10e                      | Andrey Amador            | Costa Rica               | Movistar                 | + 1 min 18 s             |
| modifier                 |                          |                          |                          |                          |

### Classement par points
| Classement par points | Classement par points | Classement par points | Classement par points       | Classement par points |
| --------------------- | --------------------- | --------------------- | --------------------------- | --------------------- |
|                       | Coureur               | Pays                  | Équipe                      | Point(s)              |
| 1er                   | André Greipel         | Allemagne             | Lotto-Soudal                | 75 points             |
| 2e                    | Elia Viviani          | Italie                | Sky                         | 73 pts                |
| 3e                    | Marco Frapporti       | Italie                | Androni Giocattoli-Sidermec | 40 pts                |
| 4e                    | Giacomo Nizzolo       | Italie                | Trek Factory Racing         | 40 pts                |
| 5e                    | Moreno Hofland        | Pays-Bas              | Lotto NL-Jumbo              | 40 pts                |
| modifier              |                       |                       |                             |                       |

### Classement du meilleur grimpeur
| Classement du meilleur grimpeur | Classement du meilleur grimpeur | Classement du meilleur grimpeur | Classement du meilleur grimpeur | Classement du meilleur grimpeur |
| ------------------------------- | ------------------------------- | ------------------------------- | ------------------------------- | ------------------------------- |
|                                 | Coureur                         | Pays                            | Équipe                          | Point(s)                        |
| 1er                             | Jan Polanc                      | Slovénie                        | Lampre-Merida                   | 15 points                       |
| 2e                              | Pavel Kochetkov                 | Russie                          | Katusha                         | 15 pts                          |
| 3e                              | Davide Formolo                  | Italie                          | Cannondale-Garmin               | 14 pts                          |
| 4e                              | Edoardo Zardini                 | Italie                          | Bardiani CSF                    | 14 pts                          |
| 5e                              | Diego Ulissi                    | Italie                          | Lampre-Merida                   | 12 pts                          |
| modifier                        |                                 |                                 |                                 |                                 |

### Classement du meilleur jeune
| Classement du meilleur jeune | Classement du meilleur jeune | Classement du meilleur jeune | Classement du meilleur jeune | Classement du meilleur jeune |
|                              | Coureur                      | Pays                         | Équipe                       | Temps                        |
| ---------------------------- | ---------------------------- | ---------------------------- | ---------------------------- | ---------------------------- |
| 1er                          | Fabio Aru                    | Italie                       | Astana                       | en 20 h 25 min 38 s          |
| 2e                           | Esteban Chaves               | Colombie                     | Orica-GreenEDGE              | + 35 s                       |
| 3e                           | Davide Formolo               | Italie                       | Cannondale-Garmin            | + 1 min 13 s                 |
| 4e                           | Francesco Manuel Bongiorno   | Italie                       | Bardiani CSF                 | + 15 min 43 s                |
| 5e                           | Jan Polanc                   | Slovénie                     | Lampre-Merida                | + 17 min 16 s                |
| modifier                     |                              |                              |                              |                              |

### Classements par équipes

#### Classement au temps
| Classement par équipes au temps | Classement par équipes au temps | Classement par équipes au temps | Classement par équipes au temps |
|                                 | Équipe                          | Pays                            | Temps                           |
| ------------------------------- | ------------------------------- | ------------------------------- | ------------------------------- |
| 1re                             | Astana                          | Kazakhstan                      | en 60 h 39 min 5 s              |
| 2e                              | BMC Racing                      | États-Unis                      | + 43 s                          |
| 3e                              | Sky                             | Royaume-Uni                     | + 2 min 23 s                    |
| modifier                        |                                 |                                 |                                 |

#### Classement aux points
| Classement par équipes aux points | Classement par équipes aux points | Classement par équipes aux points | Classement par équipes aux points | Classement par équipes aux points |
|                                   | Équipes                           | Pays                              |                                   | Point(s)                          |
| --------------------------------- | --------------------------------- | --------------------------------- | --------------------------------- | --------------------------------- |
| 1re                               | Orica-GreenEDGE                   | Australie                         |                                   | 169                               |
| 2e                                | Astana                            | Kazakhstan                        |                                   | 127                               |
| 3e                                | BMC Racing                        | États-Unis                        |                                   | 100                               |
| modifier                          |                                   |                                   |                                   |                                   |